# Toma de rehenes en la sinagoga de Colleyville
El 15 de enero de 2022, Malik Akram, un pakistaní británico de 44 años armado con una pistola, tomó como rehenes a cuatro personas en la sinagoga de la Congregación Beth Israel en Colleyville, Texas, Estados Unidos, durante un servicio de sábado. Siguieron negociaciones de rehenes, durante las cuales Akram exigió la liberación de Aafia Siddiqui, una ciudadana pakistaní y presunta agente de al-Qaeda encarcelada en las cercanías de Fort Worth por intento de asesinato y otros delitos. Liberó a un rehén después de seis horas, y los tres rehenes restantes escaparon once horas después del enfrentamiento. Posteriormente, los oficiales tácticos del equipo de rescate de rehenes del FBI ingresaron a la sinagoga y le dispararon fatalmente a Akram.

## Eventos
El sábado 15 de enero de 2022, cuatro personas, incluido el rabino Charlie Cytron-Walker, fueron secuestradas en una sinagoga, Congregation Beth Israel, en el pequeño pueblo de Colleyville, ubicado a unos 23 kilómetros al noreste de Dallas-Fort Worth, en la cuadra 6100 de Agradable Run Road La ciudad de Colleyville tiene aproximadamente 26.000 habitantes. La Congregación Beth Israel fue fundada en 1999 y tiene alrededor de 140 familias como miembros.
Antes de la toma de rehenes, Malik Faisal Akram fue admitido en la sinagoga de Colleyville presentándose como una persona sin hogar.La llamada a la policía se da alrededor de las diez cuarenta y uno de la mañana (hora local).La voz del autor de la toma de rehenes se escucha durante la transmisión del servicio religioso en vivo por Facebook. Exige la liberación de Aafia Siddiqui, su "hermana" (en sentido real o figurado9), neurocientífica, acusada de tener vínculos con Al-Qaeda, condenada por el intento de asesinato de soldados estadounidenses durante su detención en Afganistán, detenida en un prisión federal en Texas. El científico pakistaní fue condenado en 2010 a 86 años de prisión. Está recluida en un centro de salud en una prisión federal en Fort Worth, siendo elegible para su liberación en sesenta años.
La Oficina Federal de Investigaciones (FBI) está a cargo de las negociaciones. Doscientas personas de varias agencias policiales convergen en la sinagoga, incluidos varios Departamentos de Policía del Norte de Texas, el Departamento de Seguridad Pública de Texas, la Oficina de Alcohol, Tabaco, Armas de Fuego y Explosivos, la Oficina de Campo del FBI en Dallas y el rehén del FBI. equipo de rescate de Quantico, Virginia. Después de muchas horas, a las 5 de la tarde (hora local) uno de los cuatro rehenes, un hombre, fue liberado sano y salvo.
Resulta que el autor de la toma de rehenes no es el hermano de Aafia Siddiqui, según afirma la abogada de esta última, Marwa Elbially, que pide la liberación inmediata de los demás rehenes. Aproximadamente a las 21:35 (hora local), según información inicial, los últimos tres rehenes fueron liberados sanos y salvos y el autor de la toma de rehenes asesinado, según el gobernador de Texas, tras un fuerte estruendo y disparos. ¡La toma de rehenes, todos adultos, duró más de diez horas y media!.

## Investigación
La Fuerza de Tarea Conjunta contra el Terrorismo del Norte de Texas del FBI coordinó la investigación. Inmediatamente después del incidente, un funcionario dijo inicialmente que las demandas de Akram estaban "específicamente enfocadas en temas no relacionados con la comunidad judía". La declaración atrajo críticas por minimizar el antisemitismo como un posible motivo, dada la selección de Akram de una sinagoga como objetivo y las creencias antisemitas de Siddiqui. En una declaración oficial del FBI realizada el 17 de enero, dijo que el incidente era "un asunto relacionado con el terrorismo, en el que la comunidad judía fue atacada". La policía antiterrorista británica está ayudando a las autoridades estadounidenses. El 21 de enero, el FBI dijo que estaba investigando el incidente como un "crimen de odio federal" y un "acto de terrorismo".
El FBI cree que Akram actuó solo, y Matthew DeSarno, el agente especial a cargo de la oficina de campo del FBI en Dallas, dijo que no había indicios de que el hombre fuera parte de un plan más amplio.DeSarno también dijo que la investigación del incidente tendrá un alcance "global" y confirmó que el Equipo de Revisión de Incidentes de Disparos del FBI "llevará a cabo una investigación exhaustiva, fáctica y objetiva de los hechos". Un día después del incidente, el presidente Joe Biden dijo que Akram estaba armado con pistolas, pero su afirmación de que estaba armado con una bomba no era cierta. El motivo de Akram para la toma de rehenes fue su ira por el encarcelamiento de Siddiqui por parte de Estados Unidos; un funcionario estadounidense dijo que la situación de los rehenes se deterioró en sus últimas horas en parte porque Akram "se volvió cada vez más escéptico de que el FBI accedería a sus demandas de liberar a Siddiqui".
Investigadores estadounidenses y británicos recuperaron datos electrónicos sobre los movimientos e intereses de Akram en los días previos a su llegada a la sinagoga. Durante las dos semanas previas al incidente, el historial de búsqueda en Internet de Akram reveló que buscó información sobre rabinos influyentes, Siddiqui, armerías y casas de empeño.